# Zoocenóza
Zoocenóza je společenstvo živočichů v určitém biotopu (krajině). Je to část celkové biocenózy tvořená populacemi živočišných druhů. Dále se dělí např. na entomocenózu (společenstvo hmyzu), ichtyocenózu (společenstvo ryb) nebo ornitocenózu (společenstvo ptáků). Výzkumem společenstev se zabývá odvětví zoologie nazývané zoocenologie.